# Ruprecht von Mosham
Ruprecht von Mosham oder Rudbertus a Mosham (auch Rueprecht von Mosham oder Rupert von Mosham; * 24. September 1493; † Frühjahr 1543 in Passau) war ein deutscher Theologe und Geistlicher.

## Leben
Mosham stammte aus einem Adelsgeschlecht aus der Steiermark. Sein juristisches Studium schloss er als Doktor beider Rechte ab, zudem wirkte er als Theologe. Er soll Domprediger am Passauer Dom gewesen sein, ab 1522 war er dort Dekan des Domkapitels. Er begleitete König Ferdinand als königlicher Rat zum Reichstag zu Augsburg 1530, zuvor hatte er Ferdinand 1519/1520 zur Kaiserkrönung Karls V. begleitet, bei der er Erasmus von Rotterdam kennengelernt hatte.
Mosham bemühte sich um die Einheit der Christenheit, insbesondere angesichts der Türkenkriege. Nachdem er 1539 aus Passau ausgewiesen worden war, da man ihn als Wiedertäufer verdächtigte, diskutierte er in Nürnberg mit den dortigen Theologen Wenzeslaus Linck, Andreas Osiander, Veit Dietrich sowie Thomas Venatorius. Anschließend suchte er das Gespräch unter anderem mit dem Fürstbischof von Regensburg Friedrich II. von Parsberg, dem Kurfürsterzbischof von Mainz Albrecht von Brandenburg und dem Kurfürsterzbischof von Trier Johann III. von Metzenhausen. Anschließend kam er nach Köln.
Mosham versuchte, nicht zuletzt durch seine Schriften, seine Ideen zu verbreiten. 1540 nahm er am Hagenauer Religionsgespräch teil, 1541 am Wormser Religionsgespräch. Im selben Jahr hielt er sich in Straßburg und in der Schweiz auf, bevor er 1542 am Reichstag in Speyer teilnahm. Der Mainzer Kurfürsterzbischof leitete eine Untersuchung gegen ihn ein, die noch 1542 zu seiner Verhaftung im heutigen Österreich führte. Er wurde in der Veste Oberhaus in Passau interniert, auf der bis kurz zuvor bis zu deren Hinrichtung Wiedertäufer festgehalten wurden. Dort beging er vermutlich Selbstmord.

## Werke (Auswahl)
- Ware Abconterfeyung unnd vergleichung des Bapstumbs, mit andern grössesten Ketzereien., um 1530.
- Microsynodvs Mogvntina. Das Klain Particular Meyntzisch Concili, so mit dem Hochwirdigsten, Durchleüchtigsten, Hochgebornen Churfürsten ... von Meyntz etc. ... in der Religion vnd glaubens sachen ... beschriben, Durch Herrn Ruprechten von Moaham, Doctor, Thumbrechant zu Passan, etc. gehalten vnd celebriret worden, zu Aschaffenburg. Anno M. D. XXXIX., Köln 1539.
- An den allerdurch=||leuchtigisten ... Fürsten || ... Ferdinand/ Römischen zů Hungern || vnd Böhem Königen #[et]c. Jn namen vnd von wegen der || ... Chůrfürsten/ Fürsten vnnd gemayner || stende/ alhie auff dem Reichstag zů Speir versamblet/|| ein Christliche ... erma=||nung ... der || Religion vnd des worts got=||tes sachen halben/|| Durch || Růprechten von Moßham Doctor/|| Thůmbtechannt zů Passaw/|| Jn Speir den xxij. Februarij jr. Kö.Mt.|| zůgestellt vnnd vberantwurt/|| M.D.XLII.||, Köln 1542.
- Microsynodus Ratisbonensis Germanica, quam Rudbertus a Mosham doctor, decanus Patavien, licet corpose absens, spirituu tamen et polentia verbi, praeses ..., 1542.